# Jimena Sánchez di Navarra
Jimena Sánchez di Navarra (1020 – 1062) fu una principessa di Navarra e regina consorte di León e di Castiglia.

## Origine
Jimena, secondo studi recenti, come riporta il Diccionario biográfico español, Real Academia de la Historia, era figlia del re di Pamplona, conte d'Aragona, conte di Sobrarbe e Ribagorza, conte di Castiglia, Sancho III Garcés il Grande e della contessa indipendente di Castiglia, Munia, che secondo la Chronica latina regum Castellae, era figlia del conte indipendente di Castiglia, conte di Burgos, di Lantarón, di Cerezo e di Álava, Sancho Garcés e di Urraca Gomez.

Sancho III Garcés, secondo lo storico basco Jean de Jaurgain, come riporta nel suo La Vasconie, era figlio del re di Pamplona García II Sánchez e di Jimena Fernández, figlia del conte Fernando Vermúndez (discendente del re delle Asturie Ordoño I) e della moglie Elvira; la discendenza da Fernando Vermúndez viene confermata dal documento n° V del Cartulario del Monasterio de Eslonza, Parte 1, inerente una donazione del suo pronipote, Alfonso VI.

## Biografia
Suo padre, Sancho III, nel 1034 aveva occupato Astorga e León, capitale del regno di León, costringendo il re di León, Bermudo III a rifugiarsi in Galizia. Sancho III governò quindi anche il regno di León, per grazia di Dio, riunendo la quasi totalità della cristianità in un unico stato che si estendeva, a nord del fiume Duero, dalla Galizia alla contea di Barcellona e comprendeva: il regno di Navarra, la contea di Aragona, le contee di Sobrarbe e Ribagorza, la contea di Castiglia e il regno di León, per cui si fece chiamare Imperator Totus Hispaniae, come riporta La web de las biografias e con questo titolo batté moneta.
In quello stesso anno Sancho e Bermudo si rappacificarono e Jimena, figlia dello stesso Imperator Totus Hispaniae, venne data in sposa nel 1034 al re di Castiglia e León Bermudo III, come riportano sia Jaime de Salazar Acha che Memorias de las reynas catholicas.

Il matrimonio viene confermato dal documento n° LXXIX della Apéndice del Tomo II de la Historia de la Santa A. M. Iglesia de Santiago de Compostela (Scemena Regina, Urraca regina, Veremudus rex), che sostengono anche che Bermudo III ebbe un'unica moglie: Jimena Sánchez di Navarra, anche giustificato dal fatto che Bermudo III aveva circa 16 anni (nel gennaio del 1036, secondo la Historia del Real Monasterio de Sahagún Bermudo aveva 18 anni).

Nei due anni seguenti Jimena e Bermudo fecero alcune donazioni.
Solo dopo la morte di suo padre, Sancho III, avvenuta nel 1035, suo marito, Bermudo III, poté recuperare i suoi territori, ma si dovette scontrare con il cognato, il conte Ferdinando I di Castiglia, fratello di sua moglie Jimena e marito di sua sorella, Sancha, che reclamava la successione sul León e nel 1037 Ferdinando invase il Leon; Bermudo morì in questo stesso anno, (1037), nella battaglia di Tamarón, dove le truppe di Ferdinando ebbero la meglio su quelle di Bermudo, come riporta la Historia silense, come riporta anche il documento n° XCII, datato 1055, della Apéndice del Tomo II de la Historia de la Santa A. M. Iglesia de Santiago de Compostela, dopo aver regnato 9 anni, come riporta il Chronicon Compostellani.
Rimasta vedova ed essendo morto prematuramente l'unico figlio, si fece suora a Vega, essendo citata, in un documento datato 1062 come Regina Xemena tenente del monasterio de Veiga.

## Sepoltura
Non si conosce l'anno esatto della sua morte.

Dopo la sua morte, il corpo della regina Jimena fu sepolto nel pantheon dei re della Basilica di San Isidoro a León. Sul coperchio della tomba che conteneva le spoglie mortali della regina, appariva l'effigie giacente della sovrana, vestita con un manto reale e incoronata, e recante una croce nella mano sinistra e uno scettro sormontato da un giglio. alla sua destra. Aveva un'iscrizione latina in cui era scritto:

## Figli
Jimena a Bermudo diede un solo figlio:
- Alfonso di León, nato e morto in fasce[12].

## Ascendenza
|                              |                  |                                   | Genitori                  |  |  | Nonni |  |  | Bisnonni                    |  |  | Trisnonni                   |  |
|                              |                  |                                   |                           |  |  |       |  |  | Sancho II Garcés di Navarra |  |  | García I Sánchez di Navarra |  |
|                              |                  |                                   |                           |  |  |       |  |  | Sancho II Garcés di Navarra |  |  | García I Sánchez di Navarra |  |
|                              |                  | Andregoto Galíndez                |                           |  |  |       |  |  | Sancho II Garcés di Navarra |  |  |                             |  |
| García II Sánchez di Navarra |                  |                                   |                           |  |  |       |  |  | Sancho II Garcés di Navarra |  |  |                             |  |
|                              |                  | Urraca di Castiglia               | Ferdinando Gonzales       |  |  |       |  |  |                             |  |  |                             |  |
|                              |                  | Urraca di Castiglia               | Ferdinando Gonzales       |  |  |       |  |  |                             |  |  |                             |  |
|                              |                  | Urraca di Castiglia               | Sancha Sánchez di Navarra |  |  |       |  |  |                             |  |  |                             |  |
| Sancho III Garcés di Navarra |                  | Urraca di Castiglia               |                           |  |  |       |  |  |                             |  |  |                             |  |
|                              |                  | Fernando Bermúdez                 | …                         |  |  |       |  |  |                             |  |  |                             |  |
|                              |                  | Fernando Bermúdez                 | …                         |  |  |       |  |  |                             |  |  |                             |  |
|                              |                  | Fernando Bermúdez                 | …                         |  |  |       |  |  |                             |  |  |                             |  |
| Jimena Fernández             |                  | Fernando Bermúdez                 |                           |  |  |       |  |  |                             |  |  |                             |  |
|                              |                  | Elvira                            | …                         |  |  |       |  |  |                             |  |  |                             |  |
|                              |                  | Elvira                            | …                         |  |  |       |  |  |                             |  |  |                             |  |
|                              |                  | Elvira                            | …                         |  |  |       |  |  |                             |  |  |                             |  |
| Jimena Sánchez di Navarra    |                  | Elvira                            |                           |  |  |       |  |  |                             |  |  |                             |  |
|                              | García Fernández | Ferdinando Gonzales               |                           |  |  |       |  |  |                             |  |  |                             |  |
|                              | García Fernández | Ferdinando Gonzales               |                           |  |  |       |  |  |                             |  |  |                             |  |
|                              | García Fernández | Sancha Sánchez di Navarra         |                           |  |  |       |  |  |                             |  |  |                             |  |
| Sancho Garcés                | García Fernández |                                   |                           |  |  |       |  |  |                             |  |  |                             |  |
|                              |                  | Ava di Ribagorza                  | Raimondo II di Ribagorza  |  |  |       |  |  |                             |  |  |                             |  |
|                              |                  | Ava di Ribagorza                  | Raimondo II di Ribagorza  |  |  |       |  |  |                             |  |  |                             |  |
|                              |                  | Ava di Ribagorza                  | Garsenda di Fezensac      |  |  |       |  |  |                             |  |  |                             |  |
| Munia di Castiglia           |                  | Ava di Ribagorza                  |                           |  |  |       |  |  |                             |  |  |                             |  |
|                              |                  | Gomez Diaz                        | …                         |  |  |       |  |  |                             |  |  |                             |  |
|                              |                  | Gomez Diaz                        | …                         |  |  |       |  |  |                             |  |  |                             |  |
|                              |                  | Gomez Diaz                        | …                         |  |  |       |  |  |                             |  |  |                             |  |
| Urraca Gomez                 |                  | Gomez Diaz                        |                           |  |  |       |  |  |                             |  |  |                             |  |
|                              |                  | Muniadomna Fernandez di Castiglia | …                         |  |  |       |  |  |                             |  |  |                             |  |
|                              |                  | Muniadomna Fernandez di Castiglia | …                         |  |  |       |  |  |                             |  |  |                             |  |
|                              |                  | Muniadomna Fernandez di Castiglia | …                         |  |  |       |  |  |                             |  |  |                             |  |
|                              |                  | Muniadomna Fernandez di Castiglia |                           |  |  |       |  |  |                             |  |  |                             |  |

### Fonti primarie
- (LA)  Textos navarros del Códice de Roda Archiviato il 31 gennaio 2021 in Internet Archive..
- (LA) #ES Historia silense).
- (LA)  #ES Cartulario del Monasterio de Eslonza.
- (LA)  España sagrada. Volumen 23
- (LA)  #ES Historia del Real Monasterio de Sahagún
- (LA)  (ES)  #ES Historia de la Santa A. M. Iglesia de Santiago de Compostela, Tomo II.

### Letteratura storiografica
- Rafael Altamira, Il califfato occidentale, in «Storia del mondo medievale», vol. II, 1999, pp.477–515
- Rafael Altamira, La Spagna (1031-1248), in «Storia del mondo medievale», vol. V, 1999, pp.865–896
- (ES)  #ES UNA HIJA DESCONOCIDA DE SANCHO EL MAYOR REINA DE LEON
- (ES)  #ES Memorias de las reynas catholicas.
- (ES)  #ES Crónica latina de los reyes de Castilla
- (FR)  #ES La Vasconie